# Balmer (Mondkrater)
Balmer ist ein Einschlagkrater am östlichen Rand der Mondvorderseite, östlich des Mare Fecunditatis, nordöstlich des Kraters Petavius und nordwestlich von Humboldt.
Der Kraterwall ist im Norden verschwunden, ansonsten mäßig erodiert. Das Kraterinnere ist eben.
| Buchstabe | Position           | Durchmesser | Link |
| --------- | ------------------ | ----------- | ---- |
| M         | 20,77° S, 71,55° O | 7 km        |      |
| N         | 19,92° S, 69,8° O  | 8 km        |      |
| P         | 20,48° S, 67,53° O | 15 km       |      |
| Q         | 18,7° S, 70,47° O  | 8 km        |      |
| R         | 18,73° S, 69,12° O | 6 km        |      |
| S         | 18,57° S, 67,61° O | 8 km        |      |

Der Krater wurde 1964 von der IAU nach dem Schweizer Mathematiker und Physiker Johann Jakob Balmer offiziell benannt.